# Tadeusz Szyma (dziennikarz)
Tadeusz Szyma (ur. 22 września 1942 w Częstochowie, zm. 5 kwietnia 2019 w Krakowie) – polski reżyser, scenarzysta i krytyk filmowy, poeta, pisarz i wykładowca akademicki, działacz opozycji antykomunistycznej w PRL.

## Życiorys
Po zdaniu matury podjął studia polonistyczne na Uniwersytecie Jagiellońskim i filozoficzne na Uniwersytecie Warszawskim. Po uzyskaniu magisterium rozpoczął pracę naukową w Polskiej Akademii Nauk, a następnie na stanowisku asystenta w Instytucie Filozofii Uniwersytetu Jagiellońskiego. W latach 1978–1991 pracował w redakcji „Tygodnika Powszechnego”, zajmując się sprawami kultury, w tym też krytyką filmową. Pisał też reportaże oraz artykuły o tematyce historycznej i kościelnej. Z redakcją rozstał się ze względu na różnice polityczne i ideowe. Z ramienia episkopatu Polski podjął się misji tworzenia ogólnopolskiego dziennika katolickiego, co zakończyło się niepowodzeniem.
W latach 1991–1996 był wykładowcą na Wydziale Radia i Telewizji Uniwersytetu Śląskiego w Katowicach, a następnie na Uniwersytecie Papieskim Jana Pawła II w Krakowie. Prowadził tam kurs na temat manipulacji w mediach i komunikacji społecznej. Podjął również pracę w Telewizji Polskiej, pracując w latach 1994–1996 jako kierownik redakcji filmu dokumentalnego, a później (do 2000 r.) jako wiceszef redakcji dziecięcej i młodzieżowej. Od 2016 był członkiem Rady Programowej TVP. Współpracował też z Polskim Instytutem Sztuki Filmowej oraz redakcjami miesięcznika „Kino” i tygodnika katolickiego „Niedziela”. Jako reżyser był autorem wielu uznanych filmów dokumentalnych. Pisał też teksty do albumów fotograficznych oraz wydawał tomiki swoich wierszy i książek dla dzieci. Był członkiem Koła Piśmiennictwa Filmowego Stowarzyszenia Filmowców Polskich. Został pochowany na cmentarzu Rakowickim w Krakowie.

## Wybrane realizacje filmów dokumentalnych
- „Papież nadziei” (1995) – scenariusz i reżyseria
- „Drogi królowej Jadwigi” (1997) – scenariusz i reżyseria
- „Cały dla Ciebie” (1998) – scenariusz i reżyseria
- „Książę” (2001) – scenariusz i reżyseria
- „Według serca” (2003) – scenariusz i reżyseria
- „Ostatni świadek” (2005) – komentarz
- „Ormiańskie serce dla Polski” (2008) – scenariusz i reżyseria
- „Lwowianka” (2008) – scenariusz i reżyseria
- „Tutaj zawsze byliśmy wolni” (2009) – scenariusz i reżyseria
- „Serce Śląska” (2010) – scenariusz i komentarz
- „Jasnogórskie Te Deum Laudamus 966 – 2016” (2016) – scenariusz i reżyseria[6].

## Działalność polityczna
Od końca lat 70. zaangażował się w działalność opozycyjną. Sympatyzował z Konfederacją Polski Niepodległej i pisywał do prasy podziemnej. Od 1984 współpracował z Chrześcijańskim Uniwersytetem Robotniczym, założonym przez ks. Kazimierza Jancarza w parafii św. Maksymiliana w Nowej Hucie–Mistrzejowicach. Z tego powodu był inwigilowany przez Służbę Bezpieczeństwa. Donosił na niego m.in. Maciej Słomczyński.
W wyborach w 1991 Tadeusz Szyma z ramienia Koalicji Republikańskiej ubiegał się o mandat posła, a w 1993 z ramienia Katolickiego Komitetu Wyborczego „Ojczyzna” o mandat senatora. W obu wypadkach mandatu nie uzyskał.

## Odznaczenia i nagrody
- Krzyż Kawalerski Orderu Odrodzenia Polski (2017)
- Krzyż Wolności i Solidarności (2012)
- Srebrny Medal „Zasłużony Kulturze Gloria Artis” (2015)
- Nagroda Prezydenta Miasta Częstochowy w dziedzinie literatury i historii.
- Medal Stulecia Odzyskanej Niepodległości
- Medal „Dziękujemy za Wolność”
- Nagroda Prezesa Telewizji Polskiej (1997)[11].

## Upamiętnienie
Drogę życiową Tadeusza Szymy ukazuje film dokumentalny Pawła Woldana pt. „Moje drogi. Tadeusz Szyma” z 2020 r.